# 岑宇铿
岑宇铿，中华人民共和国政治人物、全国脱贫攻坚先进个人。

## 生平
岑宇铿任五华县棉洋镇竹坑村驻村第一书记兼扶贫工作队队长，广州交通投资集团广州交投实业有限公司服务区筹备组组长。因在脱贫攻坚战中作出突出贡献，2021年2月25日全国脱贫攻坚总结表彰大会上，岑宇铿被授予“全国脱贫攻坚先进个人”。